# Plesiotrochus penetricinctus
Plesiotrochus penetricinctus is een slakkensoort uit de familie van de Plesiotrochidae. De wetenschappelijke naam van de soort is voor het eerst geldig gepubliceerd in 1932 door Cotton.